# 谷真海

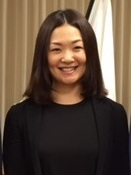
2015年

谷 真海（たに まみ、1982年3月12日 - ）は、日本の女子陸上選手、パラトライアスロン選手でパラリンピック選手。陸上競技では主に走幅跳を競技種目としている。サントリーホールディングス株式会社に勤務。旧姓は佐藤。

## 経歴
宮城県気仙沼市にて出生する。中学校で陸上競技を始め、仙台育英学園高等学校を経て早稲田大学商学部へ進学し、応援部チアリーダーズとして活動する。在学中の2001年、骨肉腫発症により2002年4月に右足膝以下を切断し、水泳でリハビリしながら陸上競技でのパラリンピック出場を目指し、卒業後にサントリーへ入社する。
走り幅跳び競技で、2004年アテネパラリンピックは3m95cmで9位、2008年北京パラリンピックは4m28cmで6位入賞、2012年ロンドンパラリンピックは自己記録更新4m70cmで9位を記録している。また、2013年4月のブラジルサンパウロ大会で5m02cmの日本新記録、7月の国際パラリンピック委員会(IPC)世界選手権で銅メダルを獲得している。会社員と競技選手のほかに、障害者スポーツの理解と支援を広げる活動に取り組んでいる。
2013年3月に、2020年東京オリンピック・パラリンピック招致委員会プレゼンターとして国際オリンピック委員会(IOC)評価委員会の現地評価で、9月にアルゼンチンのブエノスアイレスで開催されたIOC総会の最終プレゼンテーションで、それぞれスピーチを行い招致に貢献した。その功績を認められれれて、日経WOMANにより「ウーマン・オブ・ザ・イヤー2014」に選出されている。
2014年9月7日、電通社員と結婚。2015年4月27日、第1子となる男児を出産。
結婚後は谷真海としてトライアスロン（パラトライアスロン）で2020年東京パラリンピックを目指している。
2017年5月14日、パラトライアスロンの世界シリーズ横浜大会女子（運動機能障害PTS4）で優勝した。
2017年9月、パラトライアスロン世界選手権で初出場で優勝した。
2021年7月12日、日本パラリンピック委員会などは、2021年8月に開幕する東京パラリンピックの開会式の日本選手団旗手に、谷を起用すると発表した。また谷その他を日本代表として追加発表した。
2021年8月29日、東京パラリンピック、トライアスロン女子、1時間22分23秒で10位という結果だった。

## 著書
- 『ラッキーガール』 集英社 2004年 ISBN 4-08-780397-X
- 『夢を跳ぶ―パラリンピック・アスリートの挑戦』 岩波ジュニア新書（岩波書店）2008年 ISBN 978-4-00-500604-5
- 『とぶ! 夢に向かって: ロンドンパラリンピック陸上日本代表・佐藤真海物語』 学研教育出版 2012年 ISBN 978-4-05-203555-5
- 『パラアスリート谷真海 切り拓くチカラ』集英社 2021年 ISBN 978-4-08-790067-5

## 出演
- 第72回NHK紅白歌合戦（2021年12月31日、NHK総合・ラジオ第1） - 審査員
- サンデースポーツ・コメンテーター（2022年4月9日-　パラスポーツ担当、NHK総合）
- きょうの料理（2023年6月16日、NHK Eテレ）- 義父のフレンチシェフ谷昇と共演。